# Enrico Costa (bobsleista)
Enrico Costa (ur. 17 lipca 1971 w Marostica) – włoski bobsleista, złoty medalista mistrzostw świata.

## Kariera
Największy sukces w karierze osiągnął w 1999 roku, kiedy wspólnie z Güntherem Huberem i Ubaldo Ranzim zwyciężył w dwójkach podczas mistrzostw świata w Cortinie d’Ampezzo. Po pierwszym ślizgu w tych zawodach Ranzi zastąpił kontuzjowanego Costę. Był to jego jedyny medal wywalczony na międzynarodowej imprezie tej rangi. W 1998 roku wystąpił na igrzyskach olimpijskich w Nagano, zajmując czternaste miejsce w dwójkach i dwudzieste w czwórkach.